# The Event (film)
Pour la série télévisée, voir The Event.
Pour plus de détails, voir Fiche technique et Distribution.
The Event est un film canado-américain réalisé par Thom Fitzgerald, sorti en 2003.

## Synopsis
Dans le quartier de Chelsea à New York, un procureur de district enquête sur la mort d'hommes homosexuels atteints du sida, les cas laissant penser à des suicides assistés.

## Fiche technique
- Titre : The Event
- Réalisation : Thom Fitzgerald
- Scénario : Tim Marback, Steven Hillyer et Thom Fitzgerald
- Musique : Christophe Beck
- Photographie : Thomas M. Harting
- Montage : Christopher Cooper
- Production : Thom Fitzgerald et Bryan Hofbauer
- Société de production : Arkanjel Productions, Covington International, Emotion Pictures, Flutie Entertainment et My Life Productions
- Pays :  Canada et  États-Unis
- Genre : Drame
- Durée : 110 minutes
- Dates de sortie : 
  - États-Unis : 3 octobre 2003

## Distribution
- Joanna Adler : Gaby Shapiro-Schnell
- Walter Borden : Fred
- Brent Carver : Brian Knight
- Linda Carvery : Doctor
- Rejean Cournoyer : Rory Metzler
- Lucy Decoutere : Jody
- Olympia Dukakis : Lila Shapiro
- Thom Fitzgerald : le directeur de Vagimar
- Robert Fucito : China Bob
- Glen Michael Grant : Andy Campbell
- Dick Latessa : oncle Leo
- Jane Leeves : Mona Rothchild
- Gianna Marciante : Lilian Schnell
- Jaclyn Markowitz : Amelia Schnell
- Vicky McCarty : Princesse Leia Kapui Schwartz
- Don McKellar : Matt Shapiro
- Ruth Moore : Dr. Fisher
- Joan Orenstein : Angela DeVivo
- Sarah Polley : Dana Shapiro
- Parker Posey : Nick Devivo
- Cynthia Preston : Amy Eisner
- Chaz Thorne : Chris Devivo
- Christina Zorich : Judy Campbell

## Distinctions
Le film a été présenté en sélection officielle lors de la Berlinale 2003 dans la section Panorama.